# Diversidad sexual en Sudán del Sur
Las personas LGBTI en Sudán del Sur se enfrentan a ciertos desafíos legales y sociales no experimentados por otros residentes.

## Leyes
La Ley no prohíbe la actividad sexual entre personas del mismo sexo explícitamente en Sudán del Sur, pero sí que prohíbe los comportamientos anti naturam, los cuales define como el "intercambio carnal en contra del orden de lo natural". Este tipo de acciones pueden ser castigadas con penas de hasta 10 años de prisión si la relación es consentida; en el caso de que no lo sea, la pena puede ser de hasta 14 años de cárcel.

## Condiciones de vida
El Departamento de Estado de los Estados Unidos en su informe de 2016 sobre los Derechos Humanos afirmaba: "Existieron casos documentados de discriminación y abuso. Personas lesbianas, gays, bisexuales, trans e intersexo (LGBTI) informaron de que las fuerzas de seguridad de forma rutinaria las hostigan y, en ocasiones, las arrestan y golpean. [...] No se conocen organizaciones LGBTI registradas oficialmente, aunque existen grupos de apoyo afines al colectivo".